# Yatīm Āghlī
Yatīm Āghlī (persiska: يَتيم آقُلی, یتیم آغلی, اَتَمكُلی, يَتيم آغُلی) är en ort i Iran.   Den ligger i provinsen Västazarbaijan, i den nordvästra delen av landet, 700 km nordväst om huvudstaden Teheran. Yatīm Āghlī ligger 1 334 meter över havet och antalet invånare är 114.
Terrängen runt Yatīm Āghlī är varierad, och sluttar österut. Runt Yatīm Āghlī är det ganska tätbefolkat, med 75 invånare per kvadratkilometer. Närmaste större samhälle är Qarah Ẕīā' od Dīn, 9,9 km söder om Yatīm Āghlī. Trakten runt Yatīm Āghlī består i huvudsak av gräsmarker.